# Tjatjajaureh
Tjatjajaureh är en sjö i Kiruna kommun i Lappland och ingår i Kalixälvens huvudavrinningsområde. Sjön har en area på 0,288 kvadratkilometer och ligger 872,8 meter över havet. Sjön avvattnas av vattendraget Kalixälven.

## Delavrinningsområde
Tjatjajaureh ingår i det delavrinningsområde (756121-161207) som SMHI kallar för Ovan Mårmajåkka. Medelhöjden är 1 008 meter över havet och ytan är 10,94 kvadratkilometer. Det finns inga avrinningsområden uppströms utan avrinningsområdet är högsta punkten. Kalixälven som avvattnar avrinningsområdet har biflödesordning 2, vilket innebär att vattnet flödar genom totalt 2 vattendrag innan det når havet efter 426 kilometer. Avrinningsområdet består mestadels av kalfjäll (96 procent). Avrinningsområdet har 0,48 kvadratkilometer vattenytor vilket ger det en sjöprocent på 4,4 procent.